# Daniël Roguin
Pour les articles homonymes, voir Roguin.
Daniël Roguin, né  6 septembre 1691 à Yverdon, et mort dans la même ville le 27 mai 1771 ;  était un officier de l'armée suisse dans le service des Provinces-Unies et un banquier.

## Biographie
Il était le fils de Gabriel Augustin Roguin (né 1664 ; mort 1719) et sa femme Julie Anne Fatio (né 1670 ; mort 1736).
Les parents étaient mariés depuis le 18 janvier 1688.
Daniël Roguin a servi dans l'armée néerlandaise en Suriname, et s'est rendu à Paris autour de l'an 1742. Il y fit une carrière de banquier puis revint s’établir dans sa ville natale, Yverdon en 1761.
À Paris, il a rencontré Denis Diderot et Jean-Jacques Rousseau. Il était un ami fidèle et Rousseau l'a pris pour quelques semaines dans sa famille à Yverdon, où il a été condamné par la Parlement de Paris.
La nièce de Daniël était Mme Madeleine-Catherine Delessert (1767-1838). Jean-Jacques Rousseau a rédigé, de 1771 à 1774, un ouvrage épistolaire les « Lettres élémentaires sur la botanique » pour la nièce de Daniël Roguin.

## Source
- Jean-Jacques Rousseau, Les Confessions  Genève 1782
- Frédéric Eigeldinger, Roguin, Daniël in Raymond Trousson, Frédéric Eigeldinger (dir.), Dictionnaire de Jean-Jacques Rousseau, Paris : H. Champion, 1996, p. 824-826.